# Beram Kayal
Beram Kayal (in ebraico בירם כיאל‎?; in arabo بيرم كيال‎?; Jadeidi-Makr, 2 maggio 1988) è un calciatore israeliano, centrocampista svincolato.

## Biografia
Ha chiamato il suo primogenito Pirlo, in onore del calciatore italiano Andrea Pirlo.

## Caratteristiche tecniche
Vertice basso di centrocampo in grado di fornire - grazie alla propria versatilità - più soluzioni al proprio allenatore in mediana. Pur svolgendo compiti prettamente difensivi, può svolgere la funzione di collante tra difesa e attacco, interrompendo la manovra di gioco avversaria per poi far ripartire l'azione.
In possesso di una notevole resistenza, tra le sue doti - oltre a visione di gioco e precisione nei filtranti - spiccano tenacia, tecnica, forza fisica, aggressività e tempismo negli interventi.

## Carriera

### Club
Il 29 luglio 2010 lascia il Maccabi Haifa dopo 8 anni, firmando un quadriennale con il Celtic. Esordisce con gli scozzesi da titolare il 19 agosto contro l'Utrecht, partita valida per l'accesso alla fase finale di Europa League. Esce al 69' sostituito da James Forrest.

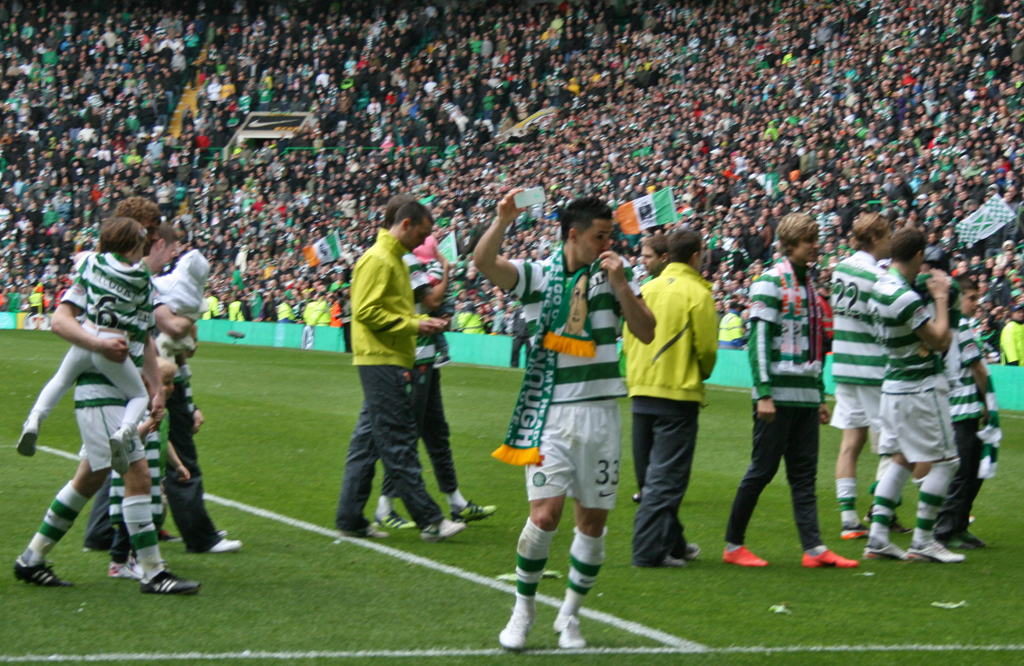
Kayal ritratto mentre festeggia la vittoria del titolo nel 2012.

Il 23 gennaio 2015 firma un contratto di due anni e mezzo con il Brighton. Esordisce in Premier League il 13 dicembre 2017 contro il Tottenham. Lascia il terreno di gioco al 78' al posto di Pascal Groß.

### Nazionale
Esordisce in nazionale il 6 settembre 2008 contro la Svizzera in amichevole, venendo impiegato dal 1'. Viene sostituito al 62' da Moshe Ohayon. In precedenza aveva disputato vari incontri con le selezioni giovanili.
Il 26 marzo 2011 segna la sua prima rete in nazionale ai danni della Lettonia, in un incontro valido per le qualificazioni agli Europei 2012.

## Statistiche

### Presenze e reti nei club
Statistiche aggiornate al 7 aprile 2018.
| Stagione               | Squadra                | Campionato             | Campionato | Campionato | Coppe nazionali | Coppe nazionali | Coppe nazionali | Coppe continentali | Coppe continentali | Coppe continentali | Altre coppe | Altre coppe | Altre coppe | Totale | Totale |
| Stagione               | Squadra                | Comp                   | Pres       | Reti       | Comp            | Pres            | Reti            | Comp               | Pres               | Reti               | Comp        | Pres        | Reti        | Pres   | Reti   |
| ---------------------- | ---------------------- | ---------------------- | ---------- | ---------- | --------------- | --------------- | --------------- | ------------------ | ------------------ | ------------------ | ----------- | ----------- | ----------- | ------ | ------ |
| 2005-2006              | Maccabi Haifa          | Lh                     | 2          | 0          | CI+CdL          | 0               | 0               | UCL                | 0                  | 0                  | -           | -           | -           | 2      | 0      |
| 2006-2007              | Maccabi Haifa          | Lh                     | 4          | 0          | CI+CdL          | 2+0             | 0               | UCL                | 0                  | 0                  | -           | -           | -           | 6      | 0      |
| 2007-2008              | Maccabi Haifa          | Lh                     | 29         | 1          | CI+CdL          | 3+2             | 0               | Int                | 2                  | 0                  | -           | -           | -           | 36     | 1      |
| 2008-2009              | Maccabi Haifa          | Lh                     | 30         | 4          | CI+CdL          | 4+5             | 1+1             | -                  | -                  | -                  | -           | -           | -           | 39     | 6      |
| 2009-2010              | Maccabi Haifa          | Lh                     | 27         | 1          | CI+CdL          | 4+1             | 0               | UCL                | 10                 | 0                  | -           | -           | -           | 42     | 1      |
| Totale Maccabi Haifa   | Totale Maccabi Haifa   | Totale Maccabi Haifa   | 92         | 6          |                 | 21              | 2               |                    | 12                 | 0                  |             | -           | -           | 125    | 8      |
| 2010-2011              | Celtic                 | SPL                    | 21         | 2          | SC+CdL          | 5+2             | 0               | UCL+UEL            | 0+2                | 0                  | -           | -           | -           | 30     | 2      |
| 2011-2012              | Celtic                 | SPL                    | 19         | 0          | SC+CdL          | 0+2             | 0               | UEL                | 7                  | 0                  | -           | -           | -           | 28     | 0      |
| 2012-2013              | Celtic                 | SPL                    | 27         | 0          | SC+CdL          | 5+1             | 0               | UCL                | 8                  | 0                  | -           | -           | -           | 41     | 0      |
| 2013-2014              | Celtic                 | SP                     | 13         | 0          | SC+CdL          | 0               | 0               | UCL                | 7                  | 1                  | -           | -           | -           | 20     | 1      |
| 2014-gen. 2015         | Celtic                 | SP                     | 6          | 0          | SC+CdL          | 0               | 0               | UCL+UEL            | 4+3                | 0                  | -           | -           | -           | 13     | 0      |
| Totale Celtic          | Totale Celtic          | Totale Celtic          | 86         | 2          |                 | 15              | 0               |                    | 31                 | 1                  |             | -           | -           | 132    | 3      |
| gen.-giu. 2015         | Brighton & Hove        | FLC                    | 18         | 1          | FACup+CdL       | -               | -               | -                  | -                  | -                  | -           | -           | -           | 18     | 1      |
| 2015-2016              | Brighton & Hove        | FLC                    | 43+2       | 2          | FACup+CdL       | 0               | 0               | -                  | -                  | -                  | -           | -           | -           | 45     | 2      |
| 2016-2017              | Brighton & Hove        | FLC                    | 20         | 0          | FACup+CdL       | 1+0             | 1               | -                  | -                  | -                  | -           | -           | -           | 21     | 1      |
| 2017-2018              | Brighton & Hove        | PL                     | 13         | 0          | FACup+CdL       | 4+0             | 0               | -                  | -                  | -                  | -           | -           | -           | 17     | 0      |
| Totale Brighton & Hove | Totale Brighton & Hove | Totale Brighton & Hove | 94+2       | 3          |                 | 5               | 1               |                    | -                  | -                  |             | -           | -           | 101    | 4      |
| Totale carriera        | Totale carriera        | Totale carriera        | 274        | 11         |                 | 41              | 3               |                    | 43                 | 1                  |             | -           | -           | 358    | 15     |

### Cronologia presenze e reti in Nazionale
| Cronologia completa delle presenze e delle reti in nazionale ― Israele | Cronologia completa delle presenze e delle reti in nazionale ― Israele | Cronologia completa delle presenze e delle reti in nazionale ― Israele | Cronologia completa delle presenze e delle reti in nazionale ― Israele | Cronologia completa delle presenze e delle reti in nazionale ― Israele | Cronologia completa delle presenze e delle reti in nazionale ― Israele | Cronologia completa delle presenze e delle reti in nazionale ― Israele | Cronologia completa delle presenze e delle reti in nazionale ― Israele |
| Data                                                                   | Città                                                                  | In casa                                                                | Risultato                                                              | Ospiti                                                                 | Competizione                                                           | Reti                                                                   | Note                                                                   |
| ---------------------------------------------------------------------- | ---------------------------------------------------------------------- | ---------------------------------------------------------------------- | ---------------------------------------------------------------------- | ---------------------------------------------------------------------- | ---------------------------------------------------------------------- | ---------------------------------------------------------------------- | ---------------------------------------------------------------------- |
| 6-9-2008                                                               | Ramat Gan                                                              | Israele                                                                | 2 – 2                                                                  | Svizzera                                                               | Qual. Mondiali 2010                                                    | -                                                                      | 62’                                                                    |
| 10-9-2008                                                              | Chișinău                                                               | Moldavia                                                               | 1 – 2                                                                  | Israele                                                                | Qual. Mondiali 2010                                                    | -                                                                      | 67’                                                                    |
| 11-10-2008                                                             | Lussemburgo                                                            | Lussemburgo                                                            | 1 – 3                                                                  | Israele                                                                | Qual. Mondiali 2010                                                    | -                                                                      |                                                                        |
| 15-10-2008                                                             | Riga                                                                   | Lettonia                                                               | 1 – 1                                                                  | Israele                                                                | Qual. Mondiali 2010                                                    | -                                                                      | 67’                                                                    |
| 19-11-2008                                                             | Ramat Gan                                                              | Israele                                                                | 2 – 2                                                                  | Costa d'Avorio                                                         | Amichevole                                                             | -                                                                      |                                                                        |
| 11-2-2009                                                              | Ramat Gan                                                              | Israele                                                                | 1 – 0                                                                  | Ungheria                                                               | Amichevole                                                             | -                                                                      | 90’                                                                    |
| 28-3-2009                                                              | Ramat Gan                                                              | Israele                                                                | 1 – 1                                                                  | Grecia                                                                 | Qual. Mondiali 2010                                                    | -                                                                      | 77’                                                                    |
| 1-4-2009                                                               | Candia                                                                 | Grecia                                                                 | 2 – 1                                                                  | Israele                                                                | Qual. Mondiali 2010                                                    | -                                                                      |                                                                        |
| 12-8-2009                                                              | Belfast                                                                | Irlanda del Nord                                                       | 1 – 1                                                                  | Israele                                                                | Amichevole                                                             | -                                                                      | 46’                                                                    |
| 5-9-2009                                                               | Ramat Gan                                                              | Israele                                                                | 0 – 1                                                                  | Lettonia                                                               | Qual. Mondiali 2010                                                    | -                                                                      |                                                                        |
| 9-9-2009                                                               | Ramat Gan                                                              | Israele                                                                | 7 – 0                                                                  | Lussemburgo                                                            | Qual. Mondiali 2010                                                    | -                                                                      |                                                                        |
| 14-10-2009                                                             | Basilea                                                                | Svizzera                                                               | 0 – 0                                                                  | Israele                                                                | Qual. Mondiali 2010                                                    | -                                                                      |                                                                        |
| 3-3-2010                                                               | Timișoara                                                              | Romania                                                                | 0 – 2                                                                  | Israele                                                                | Amichevole                                                             | -                                                                      | 90+3’                                                                  |
| 2-9-2010                                                               | Ramat Gan                                                              | Israele                                                                | 3 – 1                                                                  | Malta                                                                  | Qual. Euro 2012                                                        | -                                                                      | 86’                                                                    |
| 7-9-2010                                                               | Tbilisi                                                                | Georgia                                                                | 0 – 0                                                                  | Israele                                                                | Qual. Euro 2012                                                        | -                                                                      |                                                                        |
| 9-2-2011                                                               | Tel Aviv                                                               | Israele                                                                | 0 – 2                                                                  | Serbia                                                                 | Amichevole                                                             | -                                                                      | 45+1’ 64’                                                              |
| 26-3-2011                                                              | Tel Aviv                                                               | Israele                                                                | 2 – 1                                                                  | Lettonia                                                               | Qual. Euro 2012                                                        | 1                                                                      |                                                                        |
| 29-3-2011                                                              | Tel Aviv                                                               | Israele                                                                | 1 – 0                                                                  | Georgia                                                                | Qual. Euro 2012                                                        | -                                                                      |                                                                        |
| 10-8-2011                                                              | Ginevra                                                                | Costa d'Avorio                                                         | 4 – 3                                                                  | Israele                                                                | Amichevole                                                             | -                                                                      | 46’                                                                    |
| 2-9-2011                                                               | Tel Aviv                                                               | Israele                                                                | 0 – 1                                                                  | Grecia                                                                 | Qual. Euro 2012                                                        | -                                                                      | 44’                                                                    |
| 6-9-2011                                                               | Zagabria                                                               | Croazia                                                                | 3 – 1                                                                  | Israele                                                                | Qual. Euro 2012                                                        | -                                                                      |                                                                        |
| 15-8-2012                                                              | Budapest                                                               | Ungheria                                                               | 1 – 1                                                                  | Israele                                                                | Amichevole                                                             | -                                                                      | 84’                                                                    |
| 14-11-2012                                                             | Gerusalemme                                                            | Israele                                                                | 1 – 2                                                                  | Bielorussia                                                            | Amichevole                                                             | -                                                                      | 46’                                                                    |
| 22-3-2013                                                              | Tel Aviv                                                               | Israele                                                                | 3 – 3                                                                  | Portogallo                                                             | Qual. Mondiali 2014                                                    | -                                                                      | 28’                                                                    |
| 14-8-2013                                                              | Kiev                                                                   | Ucraina                                                                | 2 – 0                                                                  | Israele                                                                | Amichevole                                                             | -                                                                      | 46’                                                                    |
| 28-5-2014                                                              | Città del Messico                                                      | Messico                                                                | 3 – 0                                                                  | Israele                                                                | Amichevole                                                             | -                                                                      | 46’                                                                    |
| 3-9-2015                                                               | Haifa                                                                  | Israele                                                                | 4 – 0                                                                  | Andorra                                                                | Qual. Euro 2016                                                        | -                                                                      | 75’                                                                    |
| 6-9-2015                                                               | Cardiff                                                                | Galles                                                                 | 0 – 0                                                                  | Israele                                                                | Qual. Euro 2016                                                        | -                                                                      | 46’                                                                    |
| 10-10-2015                                                             | Gerusalemme                                                            | Israele                                                                | 1 – 2                                                                  | Cipro                                                                  | Qual. Euro 2016                                                        | -                                                                      |                                                                        |
| 13-10-2015                                                             | Bruxelles                                                              | Belgio                                                                 | 3 – 1                                                                  | Israele                                                                | Qual. Euro 2016                                                        | -                                                                      | 66’                                                                    |
| 23-3-2016                                                              | Osijek                                                                 | Croazia                                                                | 2 – 0                                                                  | Israele                                                                | Amichevole                                                             | -                                                                      | 83’                                                                    |
| 5-9-2016                                                               | Haifa                                                                  | Israele                                                                | 1 – 3                                                                  | Italia                                                                 | Qual. Mondiali 2018                                                    | -                                                                      |                                                                        |
| 6-6-2017                                                               | Netanya                                                                | Israele                                                                | 1 – 1                                                                  | Moldavia                                                               | Amichevole                                                             | -                                                                      | 46’                                                                    |
| 24-3-2018                                                              | Netanya                                                                | Israele                                                                | 1 – 2                                                                  | Romania                                                                | Amichevole                                                             | -                                                                      | 46’                                                                    |
| 7-9-2018                                                               | Elbasan                                                                | Albania                                                                | 1 – 0                                                                  | Israele                                                                | UEFA Nations League 2018-2019 - 1º turno                               | -                                                                      | 71’                                                                    |
| 11-10-2018                                                             | Haifa                                                                  | Israele                                                                | 2 – 1                                                                  | Scozia                                                                 | UEFA Nations League 2018-2019 - 1º turno                               | -                                                                      | 82’                                                                    |
| 14-10-2018                                                             | Be'er Sheva                                                            | Israele                                                                | 2 – 0                                                                  | Albania                                                                | UEFA Nations League 2018-2019 - 1º turno                               | -                                                                      |                                                                        |
| 15-11-2018                                                             | Netanya                                                                | Israele                                                                | 7 – 0                                                                  | Guatemala                                                              | Amichevole                                                             | -                                                                      | 55’                                                                    |
| 20-11-2018                                                             | Glasgow                                                                | Scozia                                                                 | 3 – 2                                                                  | Israele                                                                | UEFA Nations League 2018-2019 - 1º turno                               | 1                                                                      |                                                                        |
| 21-3-2019                                                              | Haifa                                                                  | Israele                                                                | 1 – 1                                                                  | Slovenia                                                               | Qual. Euro 2020                                                        | -                                                                      | 63’                                                                    |
| 24-3-2019                                                              | Haifa                                                                  | Israele                                                                | 4 – 2                                                                  | Austria                                                                | Qual. Euro 2020                                                        | -                                                                      | 72’                                                                    |
| 7-6-2019                                                               | Riga                                                                   | Lettonia                                                               | 0 – 3                                                                  | Israele                                                                | Qual. Euro 2020                                                        | -                                                                      | 73’                                                                    |
| 10-6-2019                                                              | Varsavia                                                               | Polonia                                                                | 4 – 0                                                                  | Israele                                                                | Qual. Euro 2020                                                        | -                                                                      | 56’                                                                    |
| 5-9-2019                                                               | Be'er Sheva                                                            | Israele                                                                | 1 – 1                                                                  | Macedonia del Nord                                                     | Qual. Euro 2020                                                        | -                                                                      | 60’                                                                    |
| 9-9-2019                                                               | Lubiana                                                                | Slovenia                                                               | 3 – 2                                                                  | Israele                                                                | Qual. Euro 2020                                                        | -                                                                      | 46’                                                                    |
| 16-11-2019                                                             | Gerusalemme                                                            | Israele                                                                | 1 – 2                                                                  | Polonia                                                                | Qual. Euro 2020                                                        | -                                                                      | 79’                                                                    |
| 28-3-2021                                                              | Tel Aviv                                                               | Israele                                                                | 1 – 1                                                                  | Scozia                                                                 | Qual. Mondiali 2022                                                    | -                                                                      | 79’                                                                    |
| Totale                                                                 |                                                                        | Presenze                                                               | 47                                                                     |                                                                        | Reti                                                                   | 2                                                                      |                                                                        |

## Palmarès

### Club

#### Competizioni nazionali
- Campionato israeliano: 2

Maccabi Haifa: 2005-2006, 2008-2009
- Coppa Toto: 1

Maccabi Haifa: 2007-2008
- Campionato scozzese: 3

Celtic: 2011-2012, 2012-2013, 2013-2014
- Coppa di Scozia: 2

Celtic: 2010-2011, 2012-2013

### Individuale
- SPFA Scottish Premier League Team of the Year: 1

2010-2011